# 呂二十九型潜水艦
| 呂二十九型潜水艦（特中型） | 呂二十九型潜水艦（特中型）                                            |
| -------------------------- | --------------------------------------------------------------------- |
| 呂号第三十一潜水艦         |                                                                       |
| 艦級概観                   |                                                                       |
| 艦種                       | 二等潜水艦                                                            |
| 艦名                       |                                                                       |
| 前級                       | 呂二十六型潜水艦（海中4型）                                           |
| 次級                       | 呂三十三型潜水艦（海中6型）                                           |
| 性能諸元                   |                                                                       |
| 排水量                     | 常備：852.3トン 水中：886.4トン                                       |
| 全長                       | 74.22m                                                                |
| 全幅                       | 6.12m                                                                 |
| 吃水                       | 3.73m                                                                 |
| 機関                       | ズルツァー式ディーゼル2基 電動機、2軸 水上：1,200馬力 水中：1,200馬力 |
| 速力                       | 水上：13kt 水中：8.5kt                                                |
| 航続距離                   | 水上：10ktで9,000海里 水中：4ktで85海里                               |
| 燃料                       | 重油                                                                  |
| 乗員                       | 44名                                                                  |
| 兵装                       | 12cm単装砲1門 53cm魚雷発射管 艦首4門 魚雷8本                          |
| 備考                       | 安全潜航深度：45.7m                                                   |

呂二十九型潜水艦（ろにじゅうきゅうがたせんすいかん）は、大日本帝国海軍の潜水艦の艦級。特中型（とくちゅうがた）、もしくは海中5型（かいちゅうごがた）とも呼ばれる。同型艦4隻。

## 概要
第一次世界大戦でUボートが通商破壊によって大きな戦果を挙げたことからそれにならって通商破壊を主眼において設計された。機関出力を半減し、速力を13ノットで我慢した代わりに、航続力を前型（海中4型）の1.5倍の9,000海里（10ノット時）とした。また海中型の系列で本型だけ12cm砲を装備したのも通商破壊戦を前提にした装備と言われる。
1918年（大正7年）度の八六艦隊案により全部で4隻が建造され、1923年から翌年および1927年に就役した。このうち呂31は竣工前の公試運転中に事故により沈没し、代艦が改めて建造された。
呂29は太平洋戦争開戦5年前の1936年（昭和11年）に除籍された。呂30、呂32は開戦後の1942年（昭和17年）に除籍。その後は大竹の海軍潜水学校で訓練用に係留され、戦後解体。呂31は開戦時は老齢のため予備艦だったが、1942年（昭和17年）8月には米機動部隊来襲に備え犬吠埼沖に配備されたこともあった。1945年（昭和20年）5月に除籍され、戦後海没処分された。

## 同型艦
1924年（大正13年）11月1日に「呂号第～潜水艦」と改名。

### 呂29
- 呂号第二十九潜水艦 ←第六十八潜水艦から改名
  - 1923年（大正12年）9月15日竣工（神戸川崎）。1936年（昭和11年）4月1日除籍。

### 呂30
- 呂号第三十潜水艦 ←第六十九潜水艦から改名
  - 1924年（大正13年）4月29日竣工（神戸川崎）。1942年（昭和17年）4月1日除籍。戦後解体。

### 呂31
- 呂号第三十一潜水艦 ←第七十潜水艦から改名
  - 1927年（昭和2年）5月10日竣工（神戸川崎）。1945年（昭和20年）5月25日除籍。1946年（昭和21年）4月5日 向後岬沖で海没処分。

### 呂32
- 呂号第三十二潜水艦 ←第七十一潜水艦から改名
  - 1924年（大正13年）5月31日竣工（神戸川崎）。1942年（昭和17年）4月1日除籍。戦後解体。

## 潜水隊の変遷
呂29型潜水艦は先に竣工した呂29、呂30、呂32で1個潜水隊を編成し、佐鎮の固有番号を与えられて第25潜水隊を編成した。第21潜水隊は後に竣工した呂31を編入して4隻編成となっている。

### 第二十五潜水隊
佐世保鎮守府籍の呂29・呂30で編成。その後遅れて竣工した呂31・呂32を編入した。当初は馬公要港部に配置され、有事には通商破壊に着手できるように配慮されていた。早期に巡潜型の就役が始まったため艦隊には編入されなかった。速力が13ノットにとどまったため主に警備に使用された。隠密行動が身上の潜水隊でも謎の部隊で、昭和9年以降の消息が不明瞭となっており、所属艦の除籍により昭和17年4月1日に解隊されたとされる。
1924年(大正13年)6月1日：第六十八潜水艦（呂29）、第六十九潜水艦（呂30）で編成。馬公要港部馬公防備隊。
1924年(大正13年)6月15日：第七十一潜水艦（呂32）を編入。
1926年(大正15年)12月1日：第25潜水隊司令横山菅雄中佐。佐世保鎮守府佐世保防備隊。
1927年(昭和2年)5月10日：竣工した呂31を編入。
1927年(昭和2年)11月1日：第25潜水隊司令鋤柄玉造中佐。
1928年(昭和3年)4月15日：第25潜水隊司令渡部徳四郎中佐。
1929年(昭和4年)11月30日：渡部司令離任。
1930年(昭和5年)1月10日：第25潜水隊司令平岡粂一中佐。
1930年(昭和5年)11月15日：（兼）第25潜水隊司令八代祐吉少佐。
1931年(昭和6年)12月1日：（兼）第25潜水隊司令平野六三中佐。
1932年(昭和7年)12月1日：第25潜水隊司令福沢常吉中佐。
1933年(昭和8年)4月20日：（兼）第25潜水隊司令大橋竜男中佐。
1933年(昭和8年)11月15日：（兼）第25潜水隊司令石崎昇中佐。
1934年(昭和9年)11月15日：（兼）第25潜水隊司令加藤与四郎中佐。
1934年(昭和9年)12月15日：加藤司令離任。所属艦全艦が第4予備潜水艦となる。以降詳細不明。
1936年(昭和11年)4月1日：呂29除籍。
1941年(昭和16年)12月25日：呂31、佐世保鎮守府特務潜水艦に指定され転出。
1942年(昭和17年)4月1日：所属艦の除籍を機に解隊。